# Domaine de Kawagoe

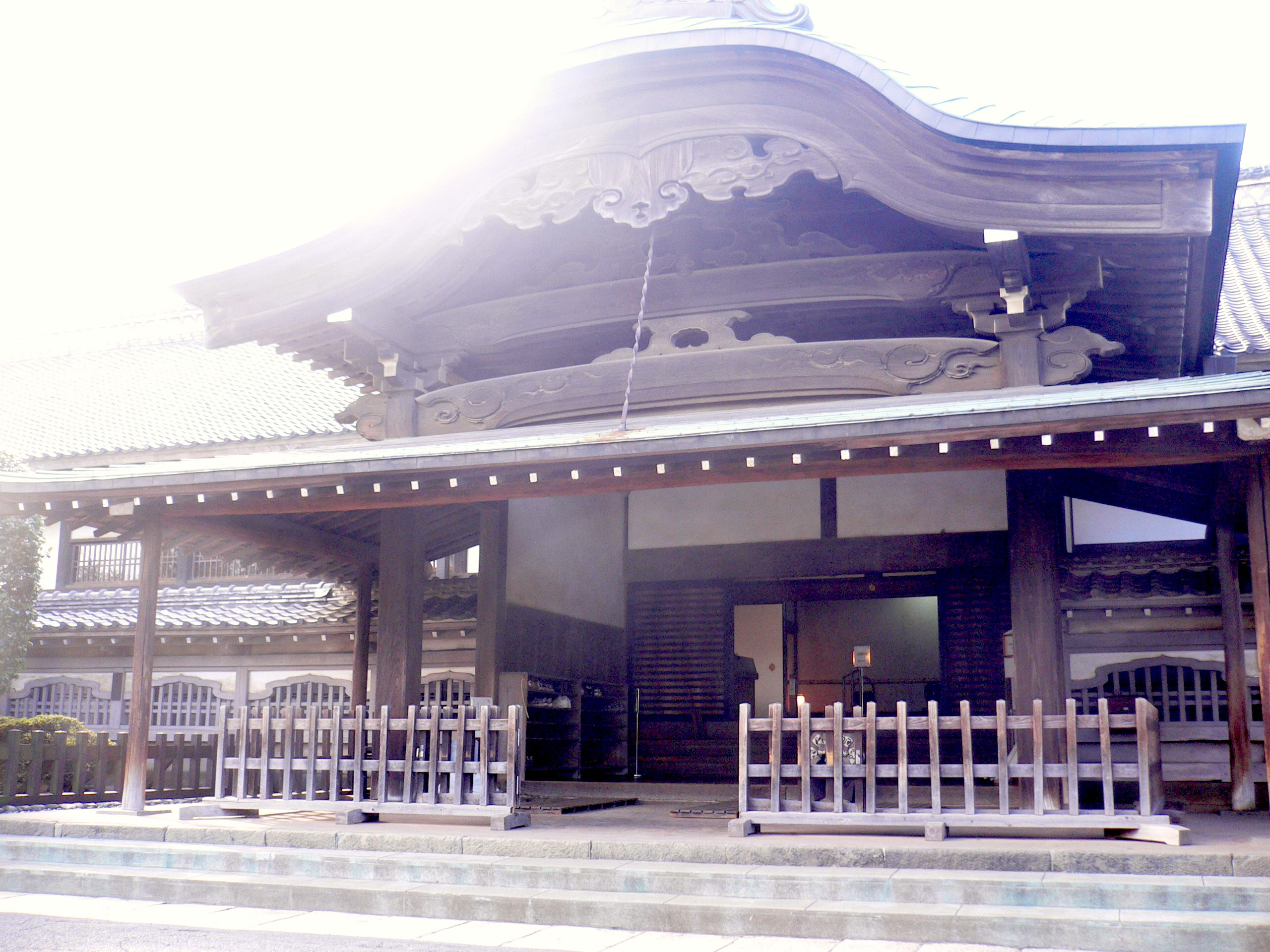
Bâtiment à l'intérieur du château de Kawagoe.

Le domaine de Kawagoe (川越藩, Kawagoe-han) est un domaine japonais pendant les époques Azuchi Momoya et Edo. Situé dans le district d'Iruma (actuelle préfecture de Saitama), dans la province de Musashi (Bushū), le domaine est dirigé à partir du château de Kawagoe (l'actuelle ville moderne de Kawagoe).
Le domaine est établi en 1590 lorsqu'Hideyoshi Toyotomi vainc le clan Go-Hōjō au siège d'Odawara (1590). Hideyoshi offre les vastes territoires des Hōjō (estimés à 10 000 koku) à Ieyasu Tokugawa qui place Sakai Shigetada à leur tête. Ce dernier est retiré en 1601, et son successeur nommé en 1609. À son apogée, dirigé par une famille de la branche des Matsudaira d'Echizen, le domaine est estimé à 170 000 koku.

## Daimyos
La liste suivante montre les daimyos qui ont dirigé le domaine.
- Clan Sakai (fudai ; 10 000 koku)

1. Sakai Shigetada (1590-1601)

- Clan Sakai (fudai ; 20 000 → 37 000 → 80 000 → 100 000 koku)

1. Sakai Tadatoshi (1609-1627)
2. Sakai Tadakatsu (1627-1634)

- Clan Hotta (fudai ; 35 000 koku)

1. Hotta Masamori (1635-1638)

- Clan Matsudaira (Nagasawa/Ōkōchi) (fudai ; 60 000 → 75 000 → 70 000 koku)

1. Matsudaira Nobutsuna (1639-1662)
2. Matsudaira Terutsuna (1662-1672)
3. Matsudaira Nobuteru (1672-1694)

- Clan Yanagisawa (fudai ; 72 000 → 112 000 koku)

1. Yanagisawa Yoshiyasu (1694-1704)

- Clan Akimoto (fudai ; 50 000 → 60 000 koku)

1. Akimoto Takatomo (1704-1714)
2. Akimoto Takafusa (1714-1738)
3. Akimoto Takamoto (1738-1742)
4. Akimoto Suketomo (1742-1767)

- Clan Matsudaira (Echizen) (shinpan ; 150 000 → 170 000 koku)

1. Matsudaira Tomonori (1767-1768)
2. Matsudaira Naotsune (1768-1810)
3. Matsudaira Naonobu (1810-1816)
4. Matsudaira Naritsune (1816-1850)
5. Matsudaira Tsunenori (1850-1854)
6. Matsudaira Naoyoshi (1854-1861)
7. Matsudaira Naokatsu (1861-1867)

- Clan Matsui-Matsudaira (fudai ; 80 000 koku)

1. Matsudaira Yasuhide (1866-1869)
2. Matsudaira Yasutoshi (1869-1871)

## Source de la traduction
- (en) Cet article est partiellement ou en totalité issu de l’article de Wikipédia en anglais intitulé « Kawagoe Domain » (voir la liste des auteurs).